# Gastrimargus musicus
Gastrimargus musicus är en insektsart som först beskrevs av Fabricius 1775.  Gastrimargus musicus ingår i släktet Gastrimargus och familjen gräshoppor. Inga underarter finns listade i Catalogue of Life.

## Bildgalleri

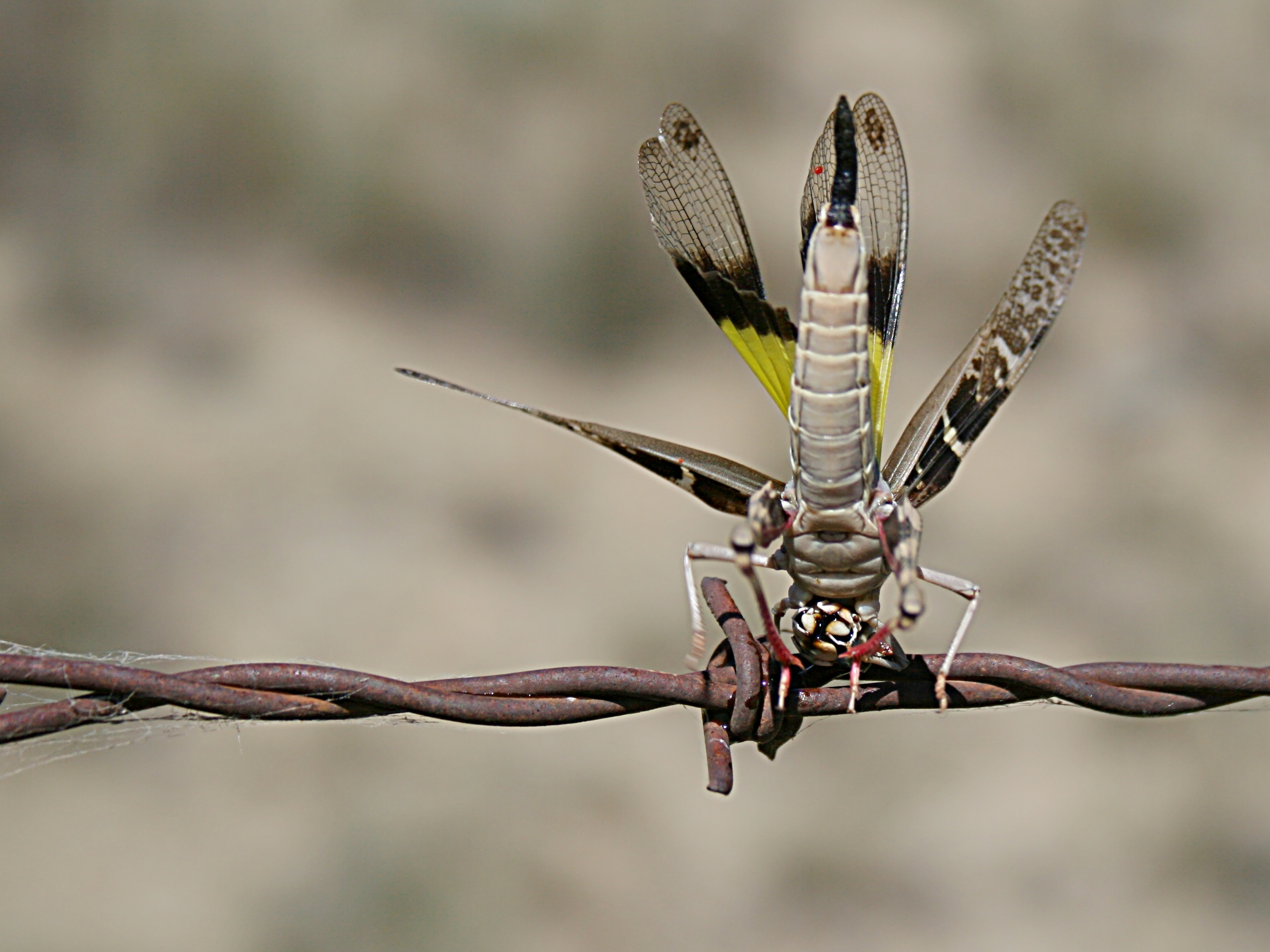
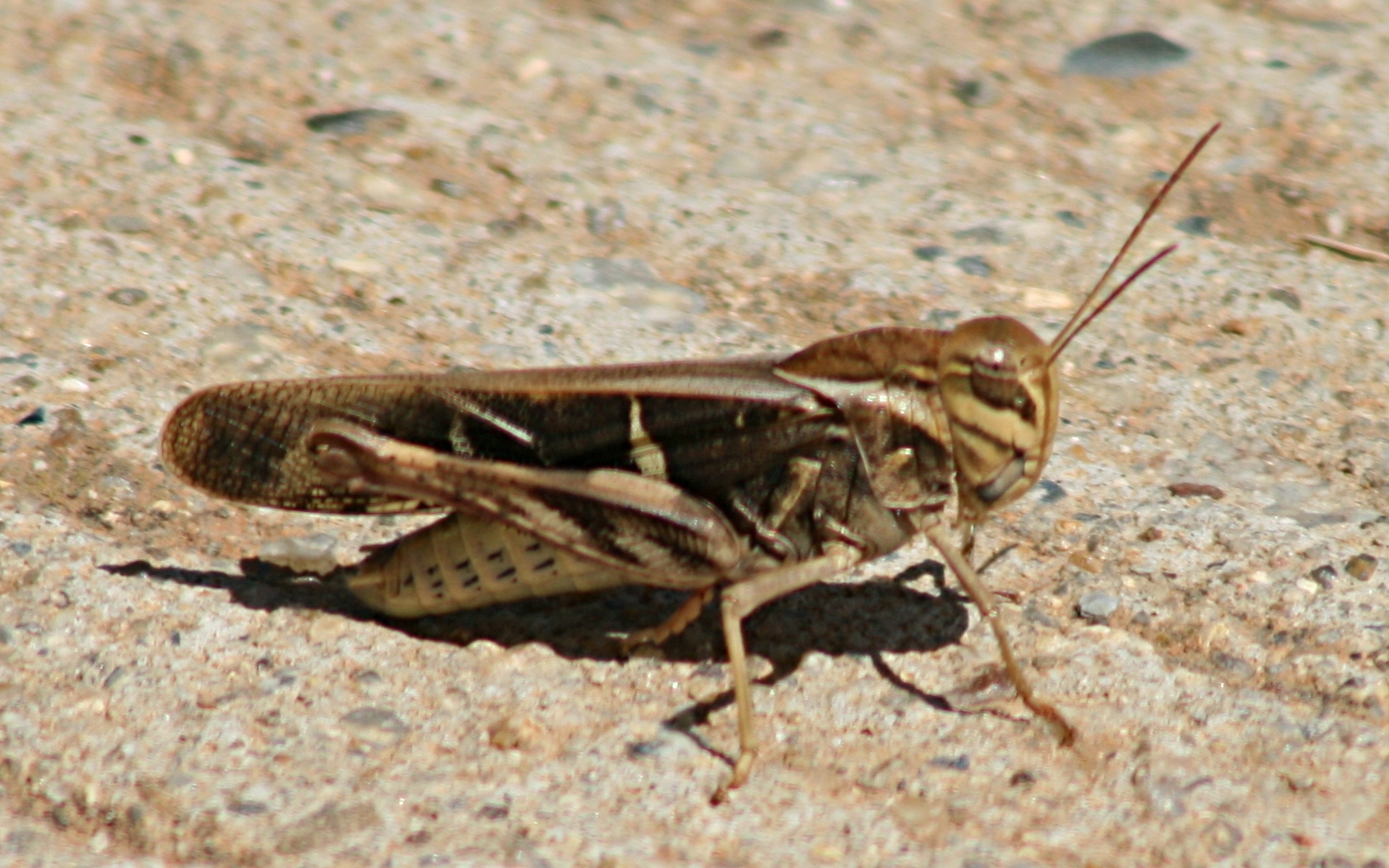
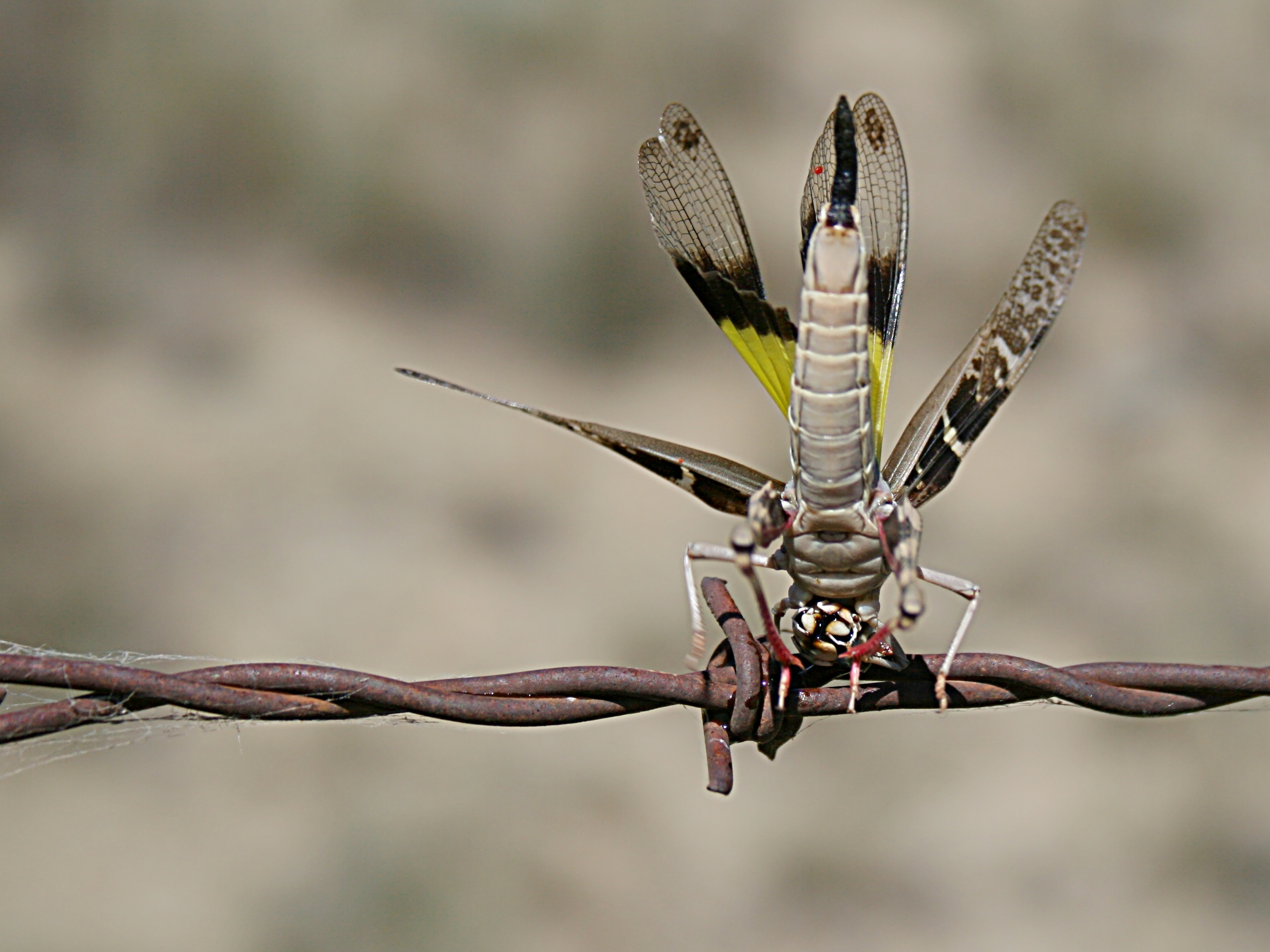